# Гордый (эсминец, 1937)
«Гордый» — советский эскадренный миноносец проекта 7. Заложен на заводе № 190 в Ленинграде 24 июня 1936 года, спущен на воду 10 июня 1937 года. 31 декабря 1938 года вступил в строй и вошёл в состав Балтийского флота.
Эсминец участвовал в советско-финской войне: приняв участие в набеговой операции по уничтожению финской береговой обороны в Финском заливе. имея задачей обстрелять и уничтожить пост наблюдения на маяке Тийскери (Дигшер). Поход выполнялся совместно с эсминцем «Грозящий». Обстреляв 18 декабря 1939 года маяк, корабли легли на обратный курс. В походе наблюдатели «Гордого» доложили об увиденном перископе подводной лодки, по которой эсминец сбросил 5 глубинных бомб (финские подводные лодки в этом районе отсутствовали).
В начале Великой Отечественной войны «Гордый» прикрывал минные постановки (в свой первый боевой поход вышел 22 июня 1941 года), участвовал в обороне Моонзунда и в Таллинской обороне, ставил мины. Командовал кораблём капитан 3 ранга Е. Б. Ефет.
Во время операции по эвакуации гарнизона военно-морской базы Ханко 12 ноября 1941 года отряд кораблей в составе эсминцев «Суровый» и «Гордый», минного заградителя «Урал», 4 тральщиков (Т-206, Т-217, Т-211, Т-215), 6 катеров «малый охотник» и двух подводных лодок Л-2 и М-98 вышли в направлении ВМБ Ханко. В пути корабли дважды подверглись торпедным атакам, после полуночи начали форсирование минного поля, в тралах начались подрывы. В 00.44 14 ноября на мине подорвался и затонул катер МО-301 (весь экипаж погиб), в 1.05 подорвался и затонул тральщик Т-206 «Верп» (из экипажа спасены 21 человек, погибли 32 человека). Сразу после взрыва из-за несогласованных действий столкнулись эсминец «Суровый» и тральщик Т-217, при этом эсминец получил значительную пробоину. Когда его экипаж устранил повреждение и корабль начал набирать ход, у борта взорвалась мина, корабль лишился хода и получил значительные повреждения. Для оказания ему помощи вернулись 2 тральщика. После безуспешной борьбы за спасение корабля, его экипаж (230 человек) был принят на борт катерами и тральщиками, эсминец затоплен. Также погибла на минах подводная лодка Л-2 (из экипажа погибли 49 человек, спасено 3 человека), а подводная лодка М-98 пропала без вести (её судьба неизвестна по настоящее время).
К Ханко продолжали двигаться только эсминец «Гордый», «Урал», 1 тральщик и 3 катера. Протраленной тральщиком полосы было явно мало для безопасного плавания, к тому же все корабли «рыскали» при движении, идти в кильватер друг к другу было практически невозможно. 14 ноября в 3.20 в воде услышали глухой взрыв (вероятно, сработал защитник от мин), но параваны не проверили, и эсминец продолжил двигаться, выкатившись влево с протраленного пути. Минут через 15 слева по борту раздался сильнейший взрыв, сделавший пробоину откуда вырвались клубы пара. Мина взорвалась в около 1-го машинного и 3-го котельного отделений, все, кто там находился погибли. Вследствие чего корабль накренился на левый борт на 20°. На корме образовался гофр, трещина в наружной обшивке и большая трещина в настиле верхней палубы. Помещения, находящиеся у 185-205-го шпангоутов мгновенно затопило водой. Крен достиг 30°. В это же время в котлах давление упало до нуля. Эсминец лишился энергообеспечения и не смог откачать воду.
Уже через минуту, по мере наполнения отсеков водой, крен сам по себе уменьшился на 10°, некоторые водонепроницаемые переборки сохранили герметичность, дав небольшой запас плавучести. Однако, когда были окончательно использованы все средства борьбы за живучесть, командир принял решение покинуть корабль. Но через 2 минуты около 4-го орудия главного калибра справа по борту прогремел взрыв второй мины. Эсминец положило на левый борт, затем он встал вертикально и затонул носом вверх. Из экипажа удалось спасти лишь 76 человек, ещё 12 смогли сами добраться до острова Гогланд на шлюпке, пройдя почти 100 миль за 20 часов под парусом при 8-балльном ветре. С кораблём вместе погиб и его командир — капитан 3 ранга Евгений Борисович Ефет.

## Командиры
- Власко-Власов Виктор Александрович (09.06.1938-31.12.1938)
- Шомраков Абрам Елизарович (10.1938-10.1940)
- Ефет Евгений Борисович (1940+14.11.1941)